# Marcus Carr
Marcus Joshua Carr (Toronto, 6 giugno 1999) è un cestista canadese.